# Dværgspidsmus
Dværgspidsmus (Sorex minutus) er en insektæder, der tilhører Spidsmusefamilien. Den vejer mellem 2 og 6 gram og måler 4-7 cm fra snude til halerod (dertil halen, der er 4-6 cm). Dyrets ryg er brun, bugen grå og siderne er lysere brune. Dyret lever bl.a. af tusindben, insektlarver, biller, edderkopper og andre små leddyr. I modsætning til den almindelige spidsmus spiser den næsten aldrig regnorme og snegle.
Spidsmusen er vidt udbredt i hele Europa fra Bajkalsøen i øst til den Pyrenæiske halvø i vest. Den mangler dog i den sydlige del af den Pyrenæiske halvø og på en del Middelhavsøer. Den er udbredt i hele Danmark, bortset fra Læsø, Anholt og Ærø samt nogle mindre øer. I Danmark er arten totalfredet og ikke underlagt jagttid.
Den findes i flere forskellige omgivelser; det vigtigste krav til spidsmus er en tæt bundvegetation, der giver dyret skygge og fugtige omgivelser. Dyret lever i den tætte vegetation og ofte også i forladte gangsystemer, gravet af andre småpattedyr. Gangene strækker sig sjældent særlig langt under jorden. Den fanger ikke sin føde under jorden, men derimod på jordoverfladen; den er en udmærket springer og klatrer.
Dværgspidsmusene lever i adskilte territorier, der kun brydes i parringstiden. Hunnen er drægtig i ca. 3½ uge og føder 2-5 unger, der vokser op hos moderen.